# Powstanie sejneńskie
Powstanie sejneńskie – polski zryw zbrojny, zorganizowany przez Polską Organizację Wojskową przeciwko litewskiej administracji na Sejneńszczyźnie. Powstanie trwało 5 dni (23–28 sierpnia 1919), a jego zwieńczeniem było przyłączenie spornego terytorium do II Rzeczypospolitej. Zryw ten wraz z dwoma powstaniami wielkopolskimi: z 1806 r. i z lat 1918–1919 oraz dwoma powstaniami śląskimi: z 1920 r. i z 1921 r. jest zaliczany do zwycięskich zrywów niepodległościowych w dziejach Polski.

## Tło i przygotowania
Wycofywanie się wojsk niemieckich w lecie 1919 roku na zachód, w wyniku zakończenia I wojny światowej, otworzyło tak Polakom, jak i Litwinom możliwości roztoczenia na zwalniane przez Niemców obszary Suwalszczyzny własnej władzy państwowej. 26 lipca 1919 roku Rada Najwyższa Ententy wytyczyła linię demarkacyjną (linia Focha), rozgraniczającą sporne terytoria. Litewska administracja opuściła znaczną część Suwalszczyzny, pod jej kontrolą pozostały jednak Sejny i tereny aż po rzekę Czarna Hańcza, leżące po polskiej stronie tej linii.
W sierpniu, na skutek niepowodzeń negocjacji, dowództwo suwalskiego Okręgu POW podjęło decyzję o zorganizowaniu powstania. Był to wynik wizyty w mieście premiera Litwy, Mykolasa Sleževičiusa, który zachęcał mieszkańców do oporu wobec Polaków.
Okręg, pod dowództwem ppor. Adama Rudnickiego, dysponując ok. tysiącem zakonspirowanych i uzbrojonych ludzi zdecydował się na siłowe rozwiązanie kwestii przynależności terytorialnej Sejn i okolic. Polacy byli zorganizowani w pięć kompanii piechoty i szwadron kawalerii. Litwini mieli liczebną przewagę, dysponując 1200 żołnierzami piechoty i 120 kawalerii.

## Powstanie
O godzinie 3 w nocy z 22 na 23 sierpnia 1919 Polacy rozpoczęli działania zbrojne. Jednocześnie kompania podchorążego Łankiewicza uderzyła na Krasnopol, rozbrajając załogę litewską i biorąc do niewoli około 40 jeńców. Polacy, wykorzystując zaskoczenie, wyparli z miasta Litwinów, którzy nie stawiali znaczącego oporu. Po litewskiej stronie linii Focha zajęto również Kopciowo, Wiejsieje i Łoździeje. Po kilkunastu godzinach znaczny obszar Suwalszczyzny znajdował się już w rękach POW. Powstańcy liczyli, że wkrótce z Suwałk nadejdzie mający obsadzić granicę 41 Suwalski Pułk Piechoty, który miał zjawić się w mieście 23 sierpnia.

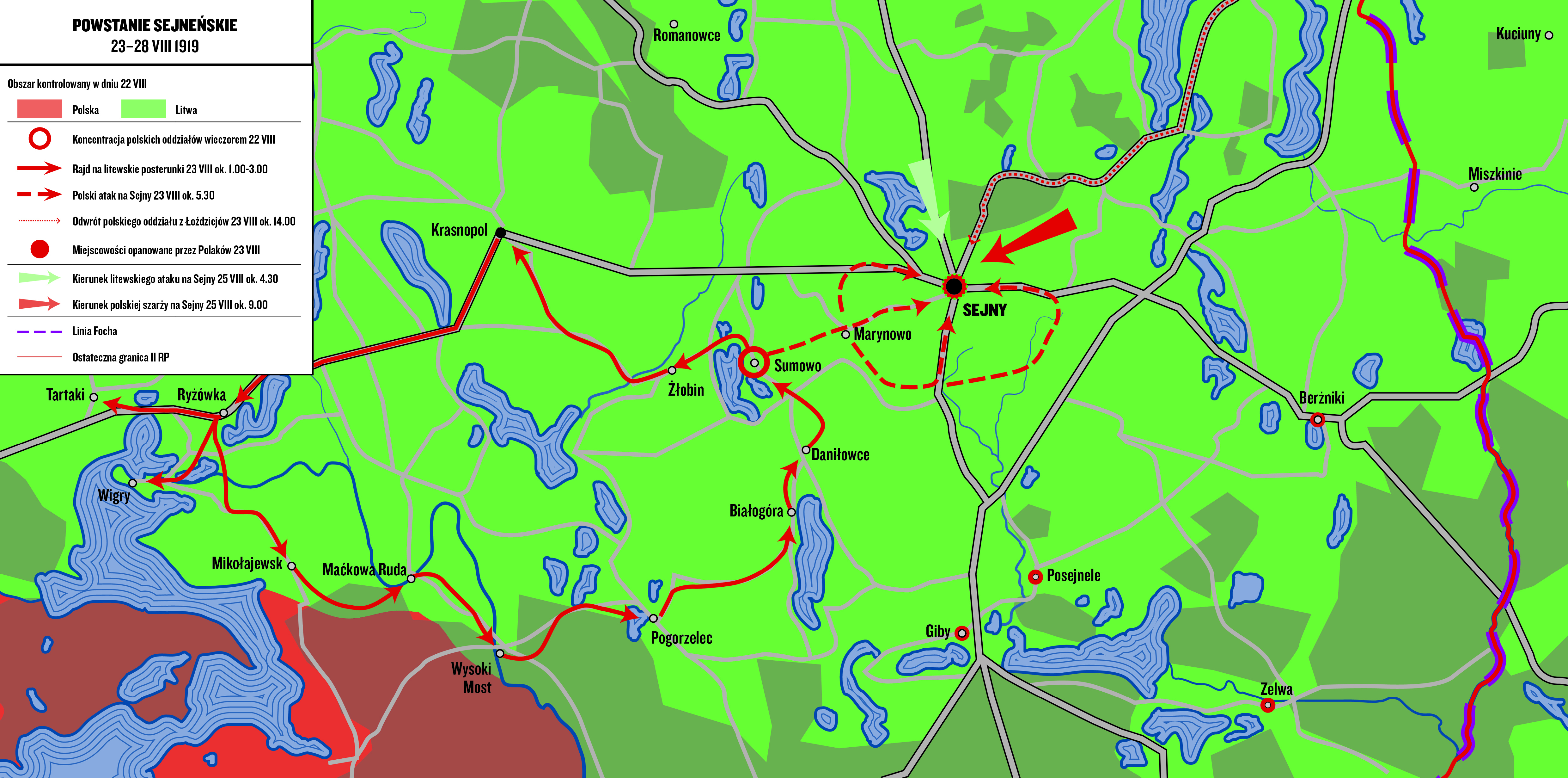
Przebieg powstania sejneńskiego

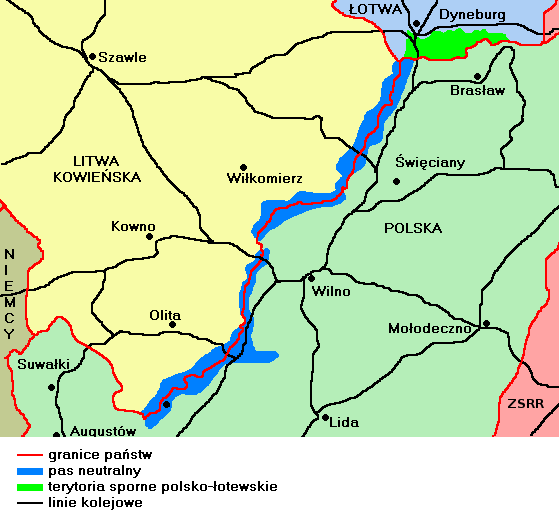
Granica polsko-litewska

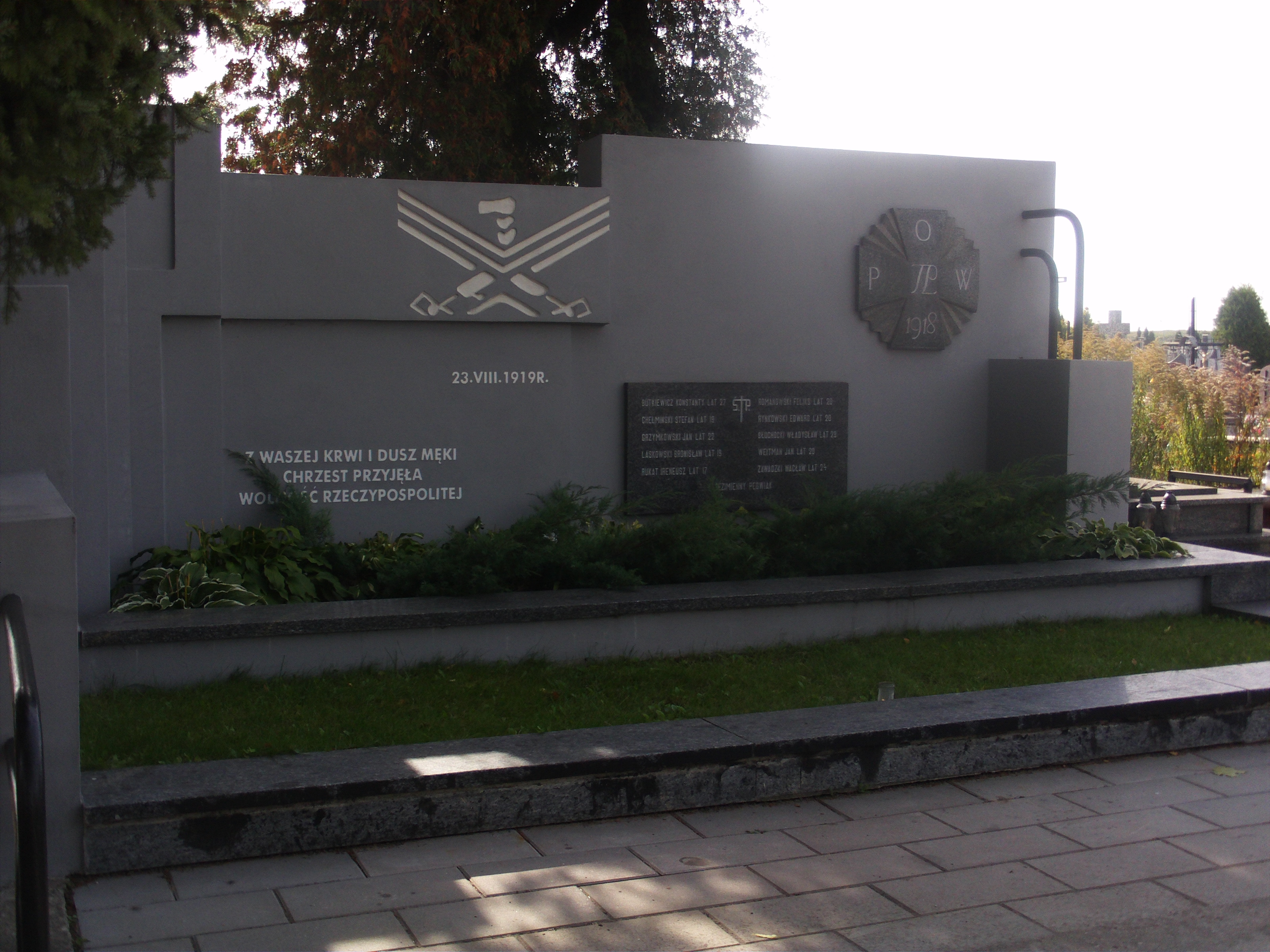
Pomnik poległych w powstaniu sejneńskim na cmentarzu rzymskokatolickim w Suwałkach przy ul. Bakałarzewskiej

Litwini ściągnęli posiłki w rejon Kalwarii i Łoździejów i o godzinie 4.30 26 sierpnia rozpoczęli kontratak i po dwóch godzinach odzyskali miejscowości położone poza linią demarkacyjną oraz Sejny i po uporczywych walkach opanowali je. W czasie obrony Sejn zginął ppor. Wacław Zawadzki, jednak oddziały POW przeprowadziły, pod dowództwem ppor. Alexandrowicza, kontratak i odbiły Sejny jeszcze tego samego dnia.
Żołnierze regularnego polskiego wojska zostali zatrzymani na trasie do Sejn na rozkaz gen. Wojciecha Falewicza, dotarli do miasta po czterech dniach walk, 27 sierpnia ok. godz. 16:00. Następnego dnia rano dotarła kolejna kompania 41 PP. Około godz. 5:00 nastąpił ostatni litewski atak. Powstańcy i żołnierze po całodziennej walce odparli litewski atak, Litwini wycofali się poza linię Focha. W tym dniu został ranny dowódca sił powstańczych por. Adam Rudnicki. 1 września powstańcy zostali wcieleni do suwalskiego pułku. Straty polskie wyniosły ok. 37 zabitych i ok. 70 rannych, litewskie są nieznane.
Do 9 września linia Focha została obsadzona przez regularne wojska i walki wygasły. Przedwczesny wybuch powstania spowodował niepowodzenie planowanego zamachu stanu na Litwie, który miał zastąpić rząd Mykolasa Sleževičiusa bardziej propolskim rządem.

## Upamiętnienie
- Pomnik powstania sejneńskiego w Sejnach – odsłonięty w 1999 roku w 80. rocznicę powstania sejneńskiego[3]
- Pomnik poległych w powstaniu sejneńskim na rzymskokatolickim cmentarzu w Suwałkach
- Ulica Powstańców Sejneńskich w Sejnach – od 2017 roku (d. ul. J. Marchlewskiego)[4]